# Lionel Curtis
Lionel George Curtis (7 mars 1872 - 24 novembre 1955)  est un auteur qui a occupé plusieurs postes dans l'administration et à l'université d'Oxford. Il a plaidé pour un Empire britannique fédéral et, plus tard, pour un  État mondial.  Ses idées sur la Diarchie ont influencé le Government of India Act 1919 et  de façon générale ses idées ont influencé l’évolution du Commonwealth of Nations. Il a été membre du Round table (think tank) et du  Royal Institute of International Affairs

## Biographie
Curtis est né à Coddington dans le Herefordshire en 1872. C'est le plus jeune des quatre enfants d'un pasteur anglican. Il a été formé au Haileybury College (en) et au New College de l'université d'Oxford où il a étudié le droit. Il combat durant la seconde guerre des Boers avec les City Imperial Volunteers et sert de secrétaire à  Lord Milner (un poste qu'a aussi occupé l'écrivain John Buchan). Durant cette période, il travaille pour la mise au point d'un gouvernement autonome en Afrique du Sud. À la suite de la mort de Milner, en 1925, il devient le responsable du Milner's Kindergarten (en), un poste qu'il occupe jusqu'à sa mort en 1955. Il conceptualise sa version d'un gouvernement fédéral mondial qui devient le travail de sa vie. En 1912, il est nommé maître de conférences Beit d'histoire coloniale à l'université d'Oxford et membre du All Souls College. 
De novembre 1916 à février 1918, il réside en Inde où il travaille  sur le concept de diarchie.
En 1919, Curtis conduit une délégation d'experts américains et britanniques qui créent le Royal Institute of International Affairs et le Council on Foreign Relations durant la Conférence de paix de Paris (1919).
Il fait partie en octobre-décembre 1921 de la délégation qui négocie le Traité anglo-irlandais et demeure conseiller au secrétariat d'État aux colonies jusqu'en octobre 1924.
En 1929-1930, il visite la Chine et s'intéresse à la région pacifique.
En 1936, dans une lettre à sir Abe Bailey, il recommande le réarmement durant les années trente, il est en relation avec un Allemand opposé au nazisme  Helmuth James von Moltke.
En novembre 1937, il prend part à un groupe de discussion qui veut rédiger un rapport sur la politique étrangère intitulé The Next Five Years au All Souls College dirigé par Arthur Salter comprenant notamment : Arnold Joseph Toynbee, Gilbert Murray, Liddell Hart, Harold Nicolson et Harold Macmillan.
En septembre 1938, il assiste à la seconde Commonwealth Relations Conference qui le déçoit, mais lui permet d'entrer en contact avec un dirigeant syndicaliste anglais Ernest Bevin. Par contre aux États-Unis, à sa grande surprise, il trouve des gens plus proches de ses idées. Il écrit un petit mot d'introduction au livre de John Foster Dulles War, Peace and Change. Son livre Civitas Dei, renommé World Order aux États-Unis paraît avec une préface de l'ancien président d'Harvard Abbott Lawrence Lowell.
En 1939, il aide Patrick Ransome à mettre sur pied des groupes de travail sur une Union fédérale auxquels participent au niveau économique Friedrich Hayek et Lionel Robbins. De ses travaux naitront trois publications : A Federation fo Western Europe de Jennings, A Case for Federal Union de W.B Curry et Economic aspects of Federation de Lionel Robbins.
Après 1945, il participe à des réflexions sur l'Europe.

## Les grands traits de la sa pensée

### La dyarchie
L'idée est de créer en Inde des gouvernements provinciaux responsables pour certains sujets  et servant de conseil au gouverneur pour les autres sujets. Son idée est que l'Inde étant dirigée de façon très centralisées, il fallait commencer à impliquer plus les indiens autrement « si..le poids de la décision finale est un jour transféré au peuple indien, vous le pourrez le faire, ou commencerez à le faire, simplement en substituant des indiens aux administrateurs anglais dépendants du vice-roi » Il se heurte à l'hostilité de l'Indian civil service (les administrateurs anglais de l'Inde).  Finalement une sorte de Dyarchie est instaurée par l'Act of 1919. Si  le système marche bien au niveau des provinces, au niveau du gouvernement central  les choses sont plus problématiques

### Le Commonwealth

#### Le point de départ
Dans les années 1880, Sir John Robert Seeley a plaidé pour une fédération impériale pour restaurer la puissance britannique En 1915, Curtis lit Ecce Homo and the Expansion of England  de John Robert Seeley. En 1918, il écrit à Nancy Astor « Le Christ est venu pour faire le bien, le travail de ses suivants est la réalisation du Royaume de Dieu sur terre. Vous pouvez vous moquez de moi si vous voulez, mais l'achèvement du Commonwealth britannique est pour moi, une part de ce travail ». Sa recherche n'est pas basée sur une enquête mais au grand étonnement de ses collègues d'Oxord sur les Évangiles synoptiques.
Avant que  le livre Civitas Dei ou Commonwealth of God" soit publié en 1936, il publie en 1916 The Commonwealth of Nations (part one) et The Problem of Commonwealth en 1916

#### LaCivitas Deiou Commonwealth of  God
Le titre est inspiré par Augustin d'Hippone. En effet Curtis fait un lien entre le Sac de Rome du temps d'augustin et la Première Guerre mondiale. Le plan est quasiment celui du livre du grand prédécesseur.
Dans le volume I, à la manière d'Augustin répondant aux paiens, il repond à un Fellow du All Souls College d'Oxford qui pense qu'un homme intelligent ne peut tenir la religion pour réelle. Dans le volume II il montre le lien passé présent, enfin dans le volume III il écrit « Je pense à un temps où le commonwealth (en anglais cela veut dire aussi richesses communes) ne sera pas limité à une nation, où les nations, conscientes de leurs structures et histoires distinctives, auront appris à fonctionner comme les organes d'un commonwealth international ». Il se démarque d'Augustin sur deux points clés. Alors qu'Augustin distingue le monde et le royaume de dieu, lui distingue le principe d'autorité qu'il accuse Augustin d'avoir repris des romains et mis en avant du principe de commonwealth plus axé sur la discussion, la conscience et la raison  qu'il voit d'origine grecque.  D'autre part, il accuse Augustin d'avoir séparé artificiellement politique et religion.

#### Les critiques du livre et du concept
Gibbon parlant de la critique d'Austin faite par Curtis écrit : « ses connaissances son trop souvent empruntées et ses arguments son trop souvent les siens propres »
Arnold Joseph Toynbee critique le livre car pour lui le concept de souveraineté qui le sous-tend est à la fois faible et dépassé.
Pour Harold Laski, ils'agit du travail d'un mystique pas d'un scientifique
Pour Oliver Harvey, Curtis proposait un Commonwealth multiracial en conception mais fondamentalement anglo-saxon.

#### Usage par les politiques de vision de Curtis du Commonwealth
Pour Ronald Robinson, Curtis permettait au politique de moraliser l'idée de commowealth. De fait, Deborah Lavin note que régulièrement les hommes politiques d'Austen Chamberlain à Winston Churchill en passant par David Lloyd George, Stanley Baldwin ou Ramsay MacDonald on d'une façon ou d'une autre joué la carte du Commonwealth, en s'appuyant sur les idées de Lionel Curtis

### Curtis et la construction européenne
Les ouvrages de Curtis Civitas Dei and World War, its Cause and Cure seront à sa surprise, diffusés en Allemagne après guerre par le Foreign Office pour la "rééducation" des allemands. Il participe au mouvement en faveur de l'Europe influent après la seconde guerre mais il est peu écouté car il est à la fois contre la formule du Conseil de l'Europe et  contre les fonctionnalistes à la David Mitrany qui ne croient pas à la possibilié d'un État supranational et qui préfèrent des coopérations du type OTAN, OECE et des liens économiques. Il participe malgré tout au Congrès de la Haye en 1948

## Œuvre
- The Commonwealth of Nations (1916);
- Dyarchy (1920);
- Civitas Dei: The Commonwealth of God (1938), .
- World War, its Cause and Cure (1945)